# Masyw Wilczej Jamy
Masyw Wilczej Jamy – masyw górski we wschodniej części Pogórza Przemyskiego, w całości położony na Ukrainie. Najwyższym szczytem jest góra Wilcza Jama (614 m n.p.m.). Według niektórych podziałów regionalizacyjnych masyw zaliczany jest do Gór Sanocko-Turczańskich.

## Topografia
Na zachodzie masyw poprzez dolinki potoków Młynówka, Łopuszanka, Moczar, w okolicach wsi Katyna (ukr. Катина) i Łopusznica (ukr. Лопушниця) sąsiaduje z bocznymi grzbietami Masywu Roztoki. Na północy przez dolinę rzeczki Wyrwy sąsiaduje z bocznymi pasmami Połoninek Arłamowskich w okolicach wsi Michowa (ukr. Мігово). Na wschodzie masyw ten sąsiaduje już ze pasmami Beskidów Wschodnich. Na płd.-wsch. dolina rzeki Strwiąż oddziela masyw od pasm Beskidów Wschodnich w okolicach wsi Starzawa (ukr. Старява) oraz Zarzecze (ukr. Заріччя); na płd.-zach. analogiczna dolina potoku Moczar oddziela masyw od długiego rozgałęzienia Masywu Roztoki (góra Woroniów 565 m n.p.m.).

## Opis
Masyw niemal w całości zalesiony. Inne ważniejsze szczyty to: Herburt (554 m n.p.m.), na którego zalesionym szczycie znajdują się ruiny zamku Herburtów; Hino (621 m n.p.m.), Kiczera (522 m n.p.m.).